# РК Веспрем
РК Веспрем (мађ. Veszprém KC) професионални је мађарски рукометни клуб из Веспрема. Основан је 1977. године, а до сада је био 28 пута првак Мађарске и 31 пута освајач мађарског купа. Осим националних титула, освојили су и куп победника купова (1992. и 2008) године, једном светско клупско првенство (2024), а пет пута су били и победници регионалне СЕХА лиге (2015, 2016, 2020, 2021. и 2022). Били су и финалисти рукометне лиге шампиона (2002, 2015, 2016 и 2019). године. Боје клуба су црвена и бела.
Име клуба до сада се мењало неколико пута (Фотекс, Брамац и Епитек), а сада у називу носи име по Мађарском телекому.

## Успеси

### Национални
- Првенство Мађарске  
  - Првак (28–рекорд) : 1985, 1986, 1992, 1993, 1994, 1995, 1997, 1998, 1999, 2001, 2002, 2003, 2004, 2005, 2006, 2008, 2009, 2010, 2011, 2012, 2013, 2014, 2015, 2016, 2017, 2019, 2023, 2024.
  - Вицепрвак (12) : 1981, 1983, 1987, 1989, 1990, 1991, 1996, 2000, 2007, 2018, 2021, 2022.
- Куп Мађарске   
  - Освајач (31–рекорд) : 1984, 1988, 1989, 1990, 1991, 1992, 1994, 1995, 1996, 1998, 1999, 2000, 2002, 2003, 2004, 2005, 2007, 2009, 2010, 2011, 2012, 2013, 2014, 2015, 2016, 2017, 2018, 2021, 2022, 2023, 2024.
  - Финалиста (11) : 1982, 1983, 1986, 1987, 1993, 1997, 2001, 2006, 2008, 2019, 2025.

### Међународни
- ЕХФ Лига шампиона
  - Финалиста (4) : 2002, 2015, 2016, 2019.
  - Полуфинале (6) : 2003, 2006, 2014, 2017, 2020, 2022.
- ЕХФ Куп победника купова
  - Првак (2) : 1992, 2008.
  - Финалиста (2) : 1993, 1997.
- Суперкуп Европе (Трофеј шампиона)
  - Финалиста (2) : 2002, 2008.
- Светско клупско првенство
  - Победник (1) : 2024.
  - Финалиста (1) : 2015.
- СЕХА лига
  - Првак (5) : 2014/15, 2015/16, 2019/20, 2020/21, 2021/22.
  - Финалиста (1) : 2016/17.

## Тренутни састав
Од сезоне 2021/22.
| Голмани (GK) - 12 Родриго Коралес - 16 Владимир Цупара Лева крила (LW) - 02 Дејан Манасков - 26 Мануел Штрлек Десна крила (RW) - 24 Гашпер Маргуч - 48 Бориш Дорни Пивоти (P) - 18 Андрес Нилсон - 31 Блаж Благотиншек - 88 Адријан Сипош | Леви бек (LB) - 13 Петар Ненадић - 23 Патрик Лигетвари - 25 Расмус Лауге Средњи бек (CB) - 27 Петер Лукач - 35 Кентин Мае - 66 Мате Лекаи Десни бек (RB) - 05 Јахија Омар - 15 Хорхе Македа - 43 Зоран Илић |

## Трансфери договорени за сезону 2022/23. године
| - Јехија Ел−Дереа (LB) (из Замалека) - Микита Ваилупау (RW) (из Мешков Бреста) - Драган Печмалбек (P) (из Нанта) | - Хорхе Македа (RB) у Нант) |